# Ралф Лорен
Ралф Лорен (на английски: Ralph Lauren), рождено име Ралф Лифшиц (на английски: Ralph Lifshitz) е американски моден дизайнер и бизнесмен, който е сред легендите в модата. Собственик на модната компания „Ralph Lauren Corporation“.

## Биография
Роден е в Бронкс, съсед е на друг моделиер – Келвин Клайн. Син е на еврейски имигранти от Беларус. През 1968 година пуска първата си колекция от мъжки дрехи. От 1971 година започва да се занимава и с колекции на женски дрехи. Оценен е на 7,5 милиарда долара.